# Nyctemera infuscatum
Nyctemera infuscatum är en fjärilsart som beskrevs av Hpffer 1874. Nyctemera infuscatum ingår i släktet Nyctemera och familjen björnspinnare. Inga underarter finns listade i Catalogue of Life.